# Jorge Maldonado Renella
Jorge Maldonado Renella (Quito, 3 de agosto de 1924 - 2 de outubro de 1999) foi um jurista, advogado e professor catedrático equatoriano. Entre os cargos públicos que ocupou em destaque, foi de Procurador Geral do Estado, que exerceu entre junho de 1985 a agosto de 1988.

## Biografia
Realizou seus estudos secundários no Colégio Nacional Vicente Rocafuerte e os superiores na Universidade de Guayaquil, onde obteve o título de doutor em jurisprudência e foi condecorado como o Prêmio Contente e uma medalha por parte do município da cidade ao mérito científico.
Durante a presença de Che Guevara por Guayaquil em 1953, Maldonado fez amizade com o argentino depois de conhecê-lo num café localizado no centro da cidade. Maldonado, que era militante do Partido Comunista, depois apresentou Che Guevara ao psiquiatra Fortunato Safadi. Naquela época, Maldonado fazia parte da comunidade de intelectuais LGBT que viviam na cidade, entre os que estavam, além dele mesmo, David Ledesma Vásquez, José Guerra Castillo e Enrique Arbuiza.
Teve uma extensa carreira como professor catedrático na Universidade Laica Vicente Rocafuerte e na Universidade de Guayaquil, no qual chegou a ser vice-reitor. No entanto, teve que deixar o cargo quando o presidente José María Velasco Ibarra lhe proibiu que exercesse esta função.
Como advogado, foi secretário do Primeiro Congresso de Advogados do Equador e defensor trabalhista em conflitos coletivos dos sindicatos municipais contra a prefeitura de Guayaquil. No final da década de 1960, foi escolhido pelas autoridades militares como o advogado em representação do estado equatoriano no chamado "Caso Xerox", uma soada demanda iniciada pelo estado por evasão de impostos. O julgamento iniciou o 23 de dezembro de 1969.
Posteriormente, voltou a ser colaborador do político conservador Leão Febres-Cordeiro Ribadeneyra. Quando Febres-Cordeiro chegou à Presidência da República, em 1984, Maldonado ficou confiante com a possibilidade de ocupar a Procuradoria Geral do Estado. No entanto, dado que o Congresso Nacional estava dominado por uma maioria opositora ao presidente, sua designação não foi imediata e só acabou ocorrendo em junho de 1985. Maldonado ocupou o cargo até os primeiros dias de agosto de 1988, quando apresentou sua renúncia.
Maldonado gerou controvérsia quando afirmou, em relação com o poder com o que contava Febres-Cordeiro no país na década de 1990: "O verdadeiro poder está no Cortijo, porque León é o dono do país" (fazendo referência ao lugar de domicílio de Febres-Cordeiro).
Maldonado morreu em 2 de outubro de 1999.

## Homenagens e reconhecimentos
Em 2020, a Universidade de Guayaquil construiu em sua Praça Cívica seis bustos em honra a sendos catedráticos da universidade que tiveram uma carreira destacada tanto como docentes como na vida institucional da mesma, entre eles Maldonado.
Ao menos desde abril de 2006, há uma avenida na cidade de Guayaquil que leva seu nome.

## Obras publicadas
- 1979: 25 años de Decrecho Constitucional Ecuatoriano (em espanhol)[14]
- 1983: Los principios de la segunda reforma universitaria (em espanhol)[15]
- 1986: La Constitución de 1978. Sus antecedentes, las reformas de 1983 (em espanhol)[14]